# Mongefossen
Mongefossen é uma cascata no município de Rauma, no condado de Møre og Romsdal, no sudoeste da Noruega. É a mais alta queda de água com um só desnível. Está localizada perto da estrada europeia E136, entre Åndalsnes e Dombås e do rio Rauma, onde desagua. Há alguma disputa quanto à sua verdadeura altura, mas geralmente está listada com tendo 773 metros.